# دين ديبلوس
دين ديبلوس (بالإنجليزية: Dean DeBlois) (و. 1970  م) هو مخرج أفلام، وكاتب سيناريو، ورسام رسوم متحركة كندي.
.

## جوائز وترشيحات
حصل على جوائز منها:
جوائز
- جائزة آني

ترشيحات
- جائزة الأوسكار لأفضل فيلم رسوم متحركة، عن عمل: كيف تروض تنينك 2
- جائزة الأوسكار لأفضل فيلم رسوم متحركة، عن عمل: كيف تروض تنينك

ترشح لـ:
- جائزة الأوسكار لأفضل فيلم صور متحركة، عن عمل: كيف تروض تنينك
- جائزة الأوسكار لأفضل فيلم صور متحركة، عن عمل: كيف تروض تنينك 2.

## وصلات خارجية
- دين ديبلوس على موقع IMDb (الإنجليزية)
- دين ديبلوس على موقع قاعدة بيانات الأفلام العربية
- دين ديبلوس على موقع ألو سيني (الفرنسية)
- دين ديبلوس على موقع ميوزك برينز (الإنجليزية)
- دين ديبلوس على موقع أول موفي (الإنجليزية)
- دين ديبلوس على موقع بوكس أوفيس موجو (الإنجليزية)
- دين ديبلوس على موقع قاعدة بيانات الأفلام السويدية (السويدية)
- دين ديبلوس على موقع قاعدة بيانات الفيلم (الإنجليزية)
- دين ديبلوس على موقع كينوبويسك (الروسية)